# Козачо-Лопанська волость
Козачо-Лопанська волость — адміністративно-територіальна одиниця Харківського повіту Харківської губернії.

Найбільше поселення волості станом на 1914 рік:
- Козача Лопань — 3848 мешканців.

Старшини волості був Мирошниченко Афанасій Іванович, волосним писарем — Мирошниченко Яків Іванович, головою волосного суду — Багріч Олександр Миколайович.